# 順天 (李文成)
順天（1813年九月—十一月）是清朝嘉慶時期民變領袖李文成的年號，前後共3個月。
嘉慶十八年（1813年）九月七日，天理教在河南起兵，佔領滑縣，李文成自稱「大明天順李真主」，建元「順天」。十一月二十日，李文成在輝縣侯兆川自焚身亡。
盛大士《靖逆記》並未記載年號一事，《軍機處錄副奏摺》有李文成自稱天理王、封賞黃錦能兄弟官職爵位的詔書，紀年為「順天元年十月二十日」。

## 西曆紀年對照表
| 順天 | 元年   |
| ---- | ------ |
| 西元 | 1813年 |
| 干支 | 癸酉   |

## 同期存在的其他政權年號
- 中國
  - 嘉庆（1796年－1820年）：清朝—清仁宗顒琰之年號
- 越南
  - 嘉隆（1802年－1819年）：阮朝—阮世祖阮福映之年號
- 日本
  - 文化（1804年－1818年）：光格天皇之年號